# Gee Jon
Gee Jon (Kína, 1895 körül – Carson City, Nevada, Amerikai Egyesült Államok, 1924. február 8.) kínai állampolgár, az első halálos gázzal kivégzett személy. A kaliforniai San Franciscóból induló Hip Sing Tong bűnügyi társaság tagja. Halálra ítélték, mert egy másik (egy nevadai) banda egyik idős tagját 1921-ben megölte egy pisztollyal. Gee meggyilkolásának első kísérlete kudarcba fulladt, amikor Gee börtöncellájába mérgező gázt vezettek a Nevadai Állami Börtönben. Ezzel született meg az első gázkamra.

## Háttér
Gee Jon 1895 körül, Kínában született, kantoni származású. 1907 és 1908 között vándorolt be az Egyesült Államokba, életének nagy részét a San Franciscóban (Kalifornia) lévő kínai negyedben töltötte. Gee a Hip Sing Tong nevű kábítószerekkel és szeszes italokkal foglalkozó társaság tagja lett. 1922-ben területi vitákat folytattak a rivális Bing Kong Tong társasággal, ez vezetett az ellenségeskedéshez.

## Tom Quong Kee halála
Tom Quong Kee egy 74 éves mosodatulajdonos volt, a Bing Kong Tong társaság tagja, a nevadai Mina városában. Hughie Sing, a két éve Amerikában tanuló tanítványa tűzte ki Kee-t Gee céljául. 1921. augusztus 27-ének éjjelén Gee belerúgott Kee lakóházának ajtajába egy Colt .38 revolvert tartva a kezében. Végzetes lövést adott le Kee-re, aki a pizsamájában nyitott neki ajtót. Gee és Sing le lett tartóztatva, nem úgy mint egyéb Tong-gyilkosságok elkövetői. Abban az időben terjedt az Egyesült Államokban a bevándorlóellenes hisztéria.

### Tárgyalás és ítélethozás
Gee és Sing két ügyvédjük, James M. Frame és Fiore Raffetto védelme alatt álltak. Mindkét tagot halálra ítélte a nevadai Mineral megye Kerületi Bírósága. Viszont Sing ítéletét később életfogytig tartó szabadságvesztésre változtatták meg, mivel csak 19 éves volt, és mert Gee adta le magát a lövést. 1921-ben egy törvényjavaslat hatására a Nevada Állami Törvényhozó Testület bevezeti a halálos gázok használatát kivégzéseknél, és Gee-t választották meg az első áldozatnak. Frame azzal érvelt, hogy Gee büntetése kegyetlen és szokatlan, de kérését végül elutasították. A Nevadai Legfelsőbb Bíróság helyette inkább gratulált a törvényhozóknak "a modern tudomány által ismert legemberibb módú büntetés kirovása" miatt. Raffetto fellebbezése is sikertelennek bizonyult az Egyesült Államok 9. Fellebbviteli Bíróságánál a kaliforniai San Francisco városában. Gee-t Carson City-ben zárták be a Nevada Állami Börtönbe.

## Kivégzés

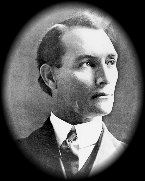
Denver S Dickerson felügyelte a kivégzést.

A Los Angeles-i Kalifornia Cianid Cég volt a nyugati Egyesült Államokban az egyetlen folyékony cianiddal kereskedő cég, viszont nem vállalta a Carson City-be szállítás felelősségét. A mérget a citrus ligeti kártevők kipusztítására használták Kaliforniában. Egy gondnok, Denver S. Dickerson elküldte az asszisztensét, Tom Pickett-et Los Angelesbe, hogy személyesen vegyen át 20 font (kb. 10 kg) halálos gázt, ami 700 amerikai dollárba került. Négy őr lemondott, mert nem akartak részt venni a folyamatban. A tisztviselők először egy kísérletet tettek, elkezdték engedni a gázt Gee cellájába, miközben aludt, ám ez a módszer sikertelennek bizonyult, mert a gáz könnyen elillant onnan.
Összeraktak egy rögtönzött gázkamrát a börtön hentesboltjánál. A kamra hatékonyságának teszteléséhez egy macskát használtak. Gee-t hozzákötözték egy székhez a 11 láb (3,34 m) hosszú, 10 láb (3,04 m) széles és 8 láb (2,43  m) magas kamrában. A fából készült szék mellé egy kis ablakot is beépítettek, hogy a tanúk beláthassanak. A résztvevők újságírókból, állami egészségügyi tisztviselőkből, és az Egyesült Államok hadseregének képviselőiből álltak. Gee sírni kezdett, amikor az őrparancsnok azt mondta neki: "Készülj fel!" 1924. február 8-án 9:40-kor 4 fontnyi (2 kg) hidrogén-cianid gázt pumpáltak a kamrába. Az idő hideg és nedves volt. Mivel az elektromos fűtőberendezés elromlott, a kamra belső hőmérséklete 13 °C volt az ideális 24 °C helyett. A hidrogén-cianid forráspontja 26 °C, így az alacsony hőmérséklet miatt kisebb tócsákká állt össze a padlón. Úgy tűnt, Gee öt másodperc alatt elvesztette az öntudatát, ezt követően hat percen keresztül fel-le rángatta a fejét. Tíz perc után már teljesen mozdulatlan volt. Pillanatnyilag néhány résztvevő azt hitte, hogy a mandulavirágzás szagát érzi, ez volt a cianid jele, ami a kamrából szivárgott ki. A gondnok kivezényelte a tanúkat a területről. 10 óra körül kinyitották a kamra szellőzőnyílását, a bennmaradt gázt pedig egy ventilátorral kifúvatták. A börtön személyzete megvárta, míg a kéksav-(hidrogén-cianid) pocsolyák is felszáradtak a földről, mielőtt elkezdenék kiüríteni a kamrát. Gee testét 12:20-kor vitték ki a helységből a börtönkórházba. Egy hét orvosból álló csoport megerősítette az ember halálát, de nem boncolták fel a holttestet, nehogy találjanak még mérgező gázt a tüdejében. Gee 29 éves volt, mikor meghalt.

### Fogadtatás
A Nevada State Journal folyóirat azt írta az esetről: „A nevadai törvénykönyvben új haláltörvényt hagyott jóvá a legfelsőbb bíróság.” Viszont a San Jose Mercury News szerint: „Száz év múlva a vademberek által irányított nevadai pogány nemzetközösség lesz a civilizáció külső szimbóluma.”
Dickerson gondnok James G. Scrughamnak, Nevada állam kormányzójának szóló nyilatkozata és a törvényhozó testület véleménye szerint a halálos gáz gyakorlati alkalmazása helyett még mindig a kivégzőosztag általi gyilkolás a legjobb módszer.

## Fordítás
- Ez a szócikk részben vagy egészben  a   Gee Jon című angol Wikipédia-szócikk ezen változatának fordításán alapul.  Az eredeti cikk szerkesztőit annak laptörténete sorolja fel. Ez a jelzés csupán a megfogalmazás eredetét és a szerzői jogokat jelzi, nem szolgál a cikkben szereplő információk forrásmegjelöléseként.